# Enrique Fernández
Enrique Fernández Peláez, född 1 januari 1975 i L'Hospitalet de Llobregat (Katalonien), är en spansk serieskapare, animatör och illustratör. Han är mest känd för sina tecknade serier som blivit utgivna på spanska och franska. Han signerar sina verk som Enrique Fernández.

## Biografi

### Bakgrund
Enrique Fernández påbörjade studier på högskolestudier i konst. Han har alltid känt en dragning till animationen, och inspirerad av 1994 års Disneyfilm Pocahontas fick han året därpå möjligheter att lära sig animation (tack vare kontakter på Pixar).
Därefter kom Fernández att få arbeta på flera större långfilmsproduktioner, som 2003 års El Cid - den ridande hjälten och 2007 års Nocturna. Vid båda tillfällen arbetade Fernández med bildmanus.

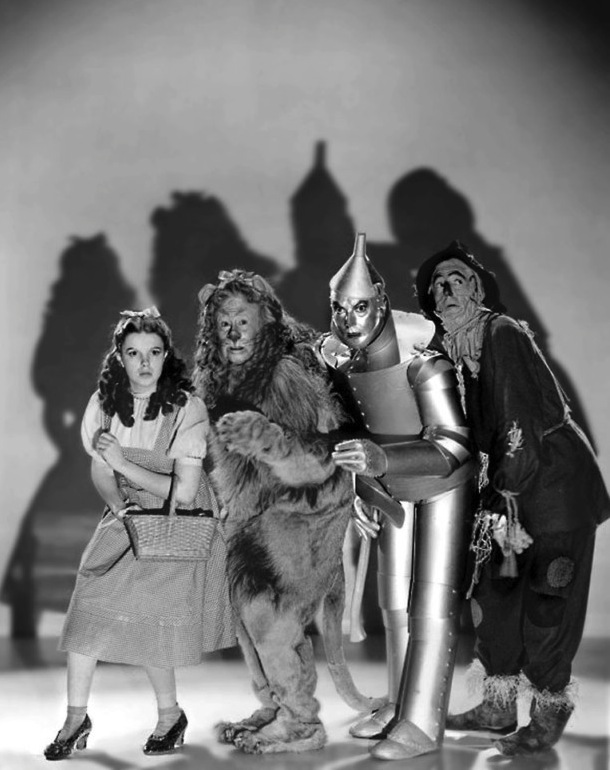
Fernández har tecknat tre album efter Trollkarlen från Oz (foto från 1939 års film).

### Seriekarriär
Från 2004 har han arbetat som tecknare i olika serieprojekt för den franska marknaden. Det har varit Les Libérateurs (2005), Le Magicien d'Oz, (2005-2006, efter L. Frank Baum) och La Mere des victoires (2008, med manus av David Chauvel).
2009 publicerade han serien L'Île sans sourire hos förlaget Glénat. Detta var en serie med en fantastisk historia, där man reflekterade över isolering och hoppet att få återse ens familj. Dess fransk-belgiska utgåva fick "Prix Actua BD" vid 2010 års seriefestival i Angoulême, nominering till priset som bästa tecknare vid seriefestivalen i Barcelona samt en av tre icke-japanska priser vid den fjärde "Internationella Mangapriset"-utdelningen (med Japans utrikesdepartement som utdelare).
2011 publicerade spanska Norma Editorial hans Aurore. Den här berättelsen rörde sig kring Aurore, en flicka som tillhör en primitiv stam. Hon fångas mellan två olika dimensioner – den andliga och den på jorden. Stammens schaman ber henne att komma tillbaka, eller åtminstone visa sig genom en sång. Historien kretsar kring Aurores upplevelser och försök att minnas och dela med sig av andarnas urgamla värden. Serien har en viss influens från Hayao Miyazaki, och Fernández säger själv att hela berättelsen handlar om ett ursprungligt folk som precis håller på att skilja på de jordiska och de andliga världarna.
2013 gav han själv ut serien Brigada, tack vare en framgångsrik gräsrotsfinansiering där de kommande läsarna bidrog med medel till produktionen. Totalt samlades 50 063 euro in, och bidragsgivarna tackades genom att nämnas på insidan av pärmen i det färdiga albumet.
Brigada handlar om hur kapten Ivro får i uppdrag att leda en grupp av före detta straffångar i utforskandet och kartläggningen av kontinenten, efter att en mystisk dimma lagt sig som ett tjockt täcke över allt och alla. I serien kom 2015 också en del två.
2017 publicerades albumet Nima. Den finns även översatt till engelska.

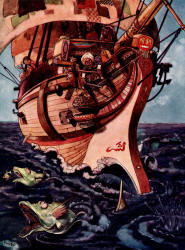
Fernández' Sagor från kobrans tid har hämtat inspiration från Tusen och en natt (bokillustration av René Bull från 1912).

### Översättningar till svenska
Flera av Fernández album har givits ut i svensk översättning. Hösten 2014 kom del ett av två i den Tusen och en natt-inspirerade fantasyberättelsen Sagor från kobrans tid. Albumen publicerades på franska under 2012.

### Hela seriealbum
- 2005 – Les Libérateurs, Paquet
- 2005–06 – Le Magicien d'Oz (3 album, efter manus av David Chauvel), Delcourt
- 2008 – La Mère des victoires, Delcourt
- 2009 – L'Île sans sourire, Drugstore
  - 2011 – Den glädjelösa ön, Ordbilder Media, ISBN 9789185269280 (svenska)
- 2011 – Aurore, Soleil Productions
  - 2012 – Aurore, Ordbilder Media, ISBN 9789185269297 (svenska)
- 2012 – Les Contes de l'ère du Cobra (2 album), Glénat
  - 2014 – Sagor från kobrans tid – De älskande (del 1), Ordbilder Media, ISBN 9789185269372 (svenska)
  - 2015 –  Sagor från kobrans tid – Revolution (del 2), Ordbilder Media, ISBN 9789185269389 (svenska)
- Brigada, AME Ediciones (spanska)
  - 2013 – Brigada 1
  - 2015 – Brigada 2
- 2017 – Nima (engelska)

### Övrig medverkan
- 2008 – (Les chroniques de) Sillage (del 3, medverkan), Delcourt
- 2008 – Sky-Doll (del 2, bidrag i antologi), Soleil Productions